# Muhamadi Kijuma
Muhammad bin Abubakar bin Umar al-Bakry, dit Muhamadi Kijuma ou Muhamadi Kijumwa, né à Lamu au Zanzibar (aujourd’hui au Tanzanie) en 1855 et mort en 1945, est une calligraphe, poète et écrivain, musicien et traducteur. Il a écrit, traduit ou adapté plusieurs utenzi swahili.

## Ouvrages (liste non exhaustive)
- (sw) Swahili Notes and Glosses (MS 47796a), 1935 (lire en ligne)
- (sw) ‎ قِطَّةِ يُوْسُفُ [Qissati Yusufu = Utendi wa Yusufu] (Hs. or. 9893 - 1),‎ 1936/1937 (lire en ligne)
- (sw) Qissat Qadhi (Hs. or. 9893 - 2), 1936/1937 (lire en ligne)